# Bernat de Cabrera
Bernat de Cabrera ou Bernardo Cabrera, né à Barcelone le 10 août 1350, mort à Catane en septembre 1423, est un noble et militaire catalan.
Martin Ier d'Aragon lui confie les 2 000 cavaliers et les fantassins qui débarquent à Trapani le 22 mars 1392 pour prendre possession de la Sicile, opération qu'il a lui-même contribué à financer en vendant des biens en Catalogne. 
En récompense, il reçoit le comté de Modica, qui couvre une vaste partie du Val di Noto, et la charge d'amiral, jusqu'alors détenue par les Chiaramonte.
Il prend la tête du parti catalan en Sicile, contre les vieilles familles locales, et s'oppose au pouvoir royal en 1403. Il est ensuite pardonné.
Lorsque Blanche de Navarre, veuve de Martin le Jeune, devient régente de Sicile, Cabrera tente de l'épouser pour prendre le pouvoir mais échoue. Il retient la reine au Château d'Ursino à Catane. Il reçoit le soutien des villes, dont Palerme, tandis que la noblesse sicilienne et espagnole, comme Messine, lui préfère Blanche et Ferdinand Ier. 